# Evald Thielsen
Evald Thielsen (født 20. september 1851 i København, død 8. marts 1916 sammesteds) var en dansk frihavnsdirektør.
Evald Thielsen var søn af grosserer Wilhelm Christian Emil Thielsen og Louise Petrea f. Rée, en søster til overretsprokurator Christian Herforths hustru. Hans søster giftede sig med grosserer Gustav Adolph Falck
Efter studentereksamenen ved Det von Westenske Institut i 1868 blev Thielsen bestyrer af dampmøllen i Nykøbing Falster, som han senere overtog. I 1883 flyttede han til København som grosserer, hvor han bl.a. repræsenterede dampmøllen, og ved hans far død blev han direktør for Korntørrings- og Oplagsmagasinet. Han udviste stort ledertalent i denne stilling, og blev ved oprættelsen af Københavns Frihavn i 1894 straks udvalgt som den første driftsdirektør for selskabet. Han var Københavns Frihavns ydre ansigt indtil sin fratræden i 1913 og ledede eksempelvis store offcielle modtagelser ved havnen, bl.a. af kejser Wilhelm 2. af Tyskland. I denne værtsrolle blev han et kendt ansigt i København. 
Thielsen var på flere måder involveret i forretningslivet, bl.a. som formand i selskabet Københavns Dampmøller og som bestyrelsesmedlem af Kulkompagniet og selskabet Nordisk Tekstil. Han døde som en velhavende mand den 8. marts 1916 efter længere tids sygdom.
Thielsen giftede sig i 1884 med Olga Helene f. Plenge, datter af godsejer Wilhelm Plenge. Parret fik en søn, Oscar Thielsen, som ligeledes var frihavnsdirektør, samt en datter som giftede sig med professor A. Howard Grøn.